# Karl Mehnert (Politiker, 1811)
Johann Karl Gotthelf Mehnert (* 24. September 1811 in Grünlichtenberg; † 27. September 1885 in Dresden) war ein deutscher Politiker und Rittergutsbesitzer.

## Leben
Der Sohn von Johann Karl Gotthelf Mehnert (1786–1867), Gutsbesitzer in Grünlichtenberg, studierte in Leipzig Landwirtschaft. Von der sächsischen Regierung wurde er zum Spezialablösungs-Kommissar ernannt. Ab 1848 besaß er das Rittergut Klösterlein bei Aue, zu dem 152 Hektar Land gehörten. Gemeinsam mit Heinrich Eduard Minckwitz und Gustav Philipp begründete er 1866 den Landwirtschaftlichen Kreditverein für das Königreich Sachsen, dem er bis 1885 vorstand.
1849/50 gehörte er als Vertreter des 50., 52. und 53. Wahlbezirks der I. Kammer des Sächsischen Landtags an. In dieser Zeit wirkte er als Ablösungs-Commissar. Zwischen 1863 und 1869 vertrat er den 16. Wahlbezirk und nach der Wahlrechtsänderung von 1869 den 35. bäuerlichen Wahlbezirk in der II. Landtagskammer. Das Mandat behielt er bis zu seinem Tod 1885. Er gehörte der Konservativen Fraktion an. Von 1870 bis 1885 war er zudem ordentliches Mitglied im Landeskulturrat und ab 1872 Vorsitzender des Landwirtschaftlichen Kreisvereins im Erzgebirge in Chemnitz.

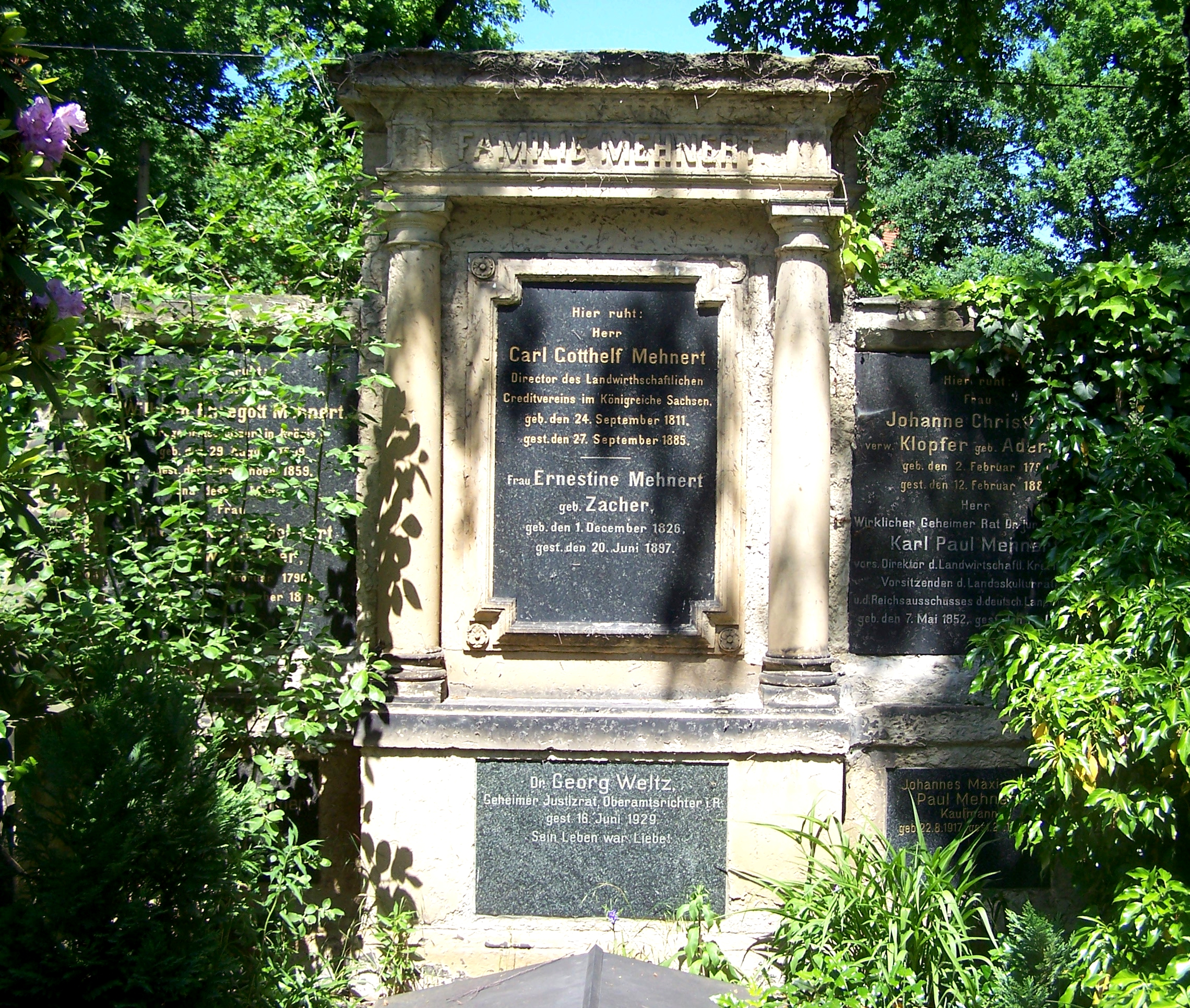
Grab Mehnerts auf dem Inneren Neustädter Friedhof in Dresden

Er war mit Ernestine Mehnert, geb. Zacher (1826–1897) verheiratet und hatte zwei Söhne, Maximilian Mehnert (1861–1941) und Paul Mehnert (1852–1922), die ebenfalls Abgeordnete des Sächsischen Landtags waren. Letzterer war von 1899 bis 1909 Präsident der II. Kammer.

## Ehrungen
- 1884: Ehrenbürger der Stadt Thum